# شاون مورفي
شاون مورفي (بالإنجليزية: Shaun Murphy)‏ (5 نوفمبر 1970 بسيدني في أستراليا - ) هو لاعب كرة قدم أسترالي في مركز الدفاع، شارك في الألعاب الأولمبية الصيفية 1992. وشارك مع منتخب أستراليا تحت 20 سنة لكرة القدم ومنتخب أستراليا الوطني لكرة القدم تحت 23 سنة ومنتخب أستراليا لكرة القدم. أما مع النوادي، فقد لعب مع شيفيلد يونايتد وكريستال بالاس ونادي برث غلوري ونوتس كاونتي ووست بروميتش ألبيون وسورينتو كالتشيو ‏ ونادي برث وSorrento FC ‏.

## وصلات خارجية
- شاون مورفي على موقع قاعدة بيانات كرة القدم.إي يو (الإنجليزية)
- شاون مورفي على موقع ناشيونال فوتبول تيمز (الإنجليزية)
- شاون مورفي على موقع Soccerbase.com (لاعب) (الإنجليزية)
- شاون مورفي على موقع عالم كرة القدم.نت (الإنجليزية)
- شاون مورفي على موقع أوليمبيديا (الإنجليزية)
- شاون مورفي على موقع اللجنة الأولمبية الأسترالية (الإنجليزية)